# Braquo
Braquo é uma série de televisão francesa do gênero drama criada por Olivier Marchal. É uma co-produção do Canal+ com a Capa Drama. No Brasil, a série é exibida pelo canal +Globosat e em Portugal é exibida de segunda a sexta às 23.30 h na SIC Radical.

## Enredo
A história acompanha a vida de policiais que trabalham no Distrito 92 de Hauts-de-Seine, na França. Patrulhando bairros de classe alta e baixa, os policiais Eddy Caplan (Jean-Hugues Anglade), Walter Morlighem (Joseph Malerba), Théo Wachewski (Nicolas Duvauchelle) e Roxane Delgado (Karole Roch) tentam manter a ordem e a segurança. Quando o Comandante comete suicídio, o grupo decide realizar uma investigação paralela para limpar o nome do amigo. Perseguido pela Corregedoria e sofrendo pressões da Administração, o grupo passa a burlar regras, vivendo no limiar da legalidade.

## Elenco
| Ator/Atriz                                  | Papel                   | Episódio     |
| ------------------------------------------- | ----------------------- | ------------ |
| Personagens Principais                      |                         |              |
| Jean-Hugues Anglade                         | Eddy Caplan             | 16 episódios |
| Nicolas Duvauchelle                         | Théo Vachewski          | 16 episódios |
| Joseph Malerba                              | Walter Morlighem        | 16 episódios |
| Karole Rocher                               | Roxane Delgado          | 16 episódios |
| Personagens Recorrentes (1ª e 2ª Temporada) |                         |              |
| Geoffroy Thiebaut                           | Roland Vogel            | 13 episódios |
| Alain Figlarz                               | Serge Lemoine           | 12 episódios |
| Samuel Le Bihan                             | Gabriel Marceau         | 10 episódios |
| Pascal Elso                                 | Vanderbeke              | 9 episódios  |
| Joël Lefrançois                             | Roland Fargette         | 9 episódios  |
| Laëtitia Lacroix                            | Valérie Borg            | 6 episódios  |
| Eden Ducourant                              | Léa Morlinghem          | 6 episódios  |
| Tristan Aldon                               | Oscar Morlinghem        | 7 episódios  |
| Isabelle Renauld                            | Michelle Bernardi       | 5 episódios  |
| Fanny Bastien                               | Catherine Morlighem     | 4 episódios  |
| Xavier Letourneur                           | Rocky                   | 5 episódios  |
| Personagens Recorrentes (1ª Temporada)      |                         |              |
| Valérie Sibilia                             | Hélène Rossi            | 7 episódios  |
| Denis Sylvain                               | Louis Bordier           | 7 episódios  |
| Yann Pradal                                 | Tintin                  | 7 episódios  |
| Olivier Rabourdin                           | Max Rossi               | 2 episódios  |
| Samira Lachhab                              | Nina                    | 4 episódios  |
| Nozha Khouadra                              | Sonia Kross             | 4 episódios  |
| Lilou Fogli                                 | Sara                    | 3 episódios  |
| Michel Duchaussoy                           | Claude Delgado          | 3 episódios  |
| Philippe Hérisson                           | Jean-Baptiste Lornach   | 3 episódios  |
| Yan Epstein                                 | Borelli                 | 2 episódios  |
| Dominique Bettenfeld                        | Janko                   | 3 episódios  |
| Pierre-Ange Le Pogam                        | Charles Rey             | 3 episódios  |
| Adrien Saint-Joré                           | Farid Benaissa          | 2 episódios  |
| Christian Gazio                             | Jetro                   | 2 episódios  |
| Pauline Angoneman                           | Yumna                   | 2 episódios  |
| Personagens Recorrentes (2ª Temporada)      |                         |              |
| Sophie Broustal                             | Myriam Elmidoro         | 8 episódios  |
| Hubert Koundé                               | Jonas Luanda            | 8 episódios  |
| François Levantal                           | Aymeric Gauthier Dantin | 8 episódios  |
| Dimitri Rataud                              | Antoine Bleuvenne       | 7 episódios  |
| Yann Babilée                                | Savinien Fèvre          | 6 episódios  |
| Annie Mercier                               | Madame Arifa            | 6 episódios  |
| Marc Citti                                  | Latif Arifa             | 5 episódios  |
| Francis Renaud                              | Jean-Baptiste Dréan     | 5 episódios  |
| Martial Bezot                               | Werner Blitch           | 4 episódios  |
| Pascal Demolon                              | Gaëtan Merks            | 4 episódios  |
| Farid Elouardi                              | Yannis Fahad            | 4 episódios  |
| Ludmila Mikaël                              | Irène Bleuvenne         | 4 episódios  |
| Julie Mouamma                               | Mélanie                 | 4 episódios  |
| Salem Kali                                  | Ouari Boumendjel        | 3 episódios  |
| Virgile Bramly                              | Daniel Arifa            | 3 episódios  |
| Manuel Gélin                                | Le préfet               | 3 episódios  |
| Steve Tientcheu                             | Bambesi                 | 3 episódios  |
| Arsène Jiroyan                              | Atom Paradjanov         | 2 episódios  |
| Philippe Laudenbach                         | Lucien                  | 2 episódios  |
| Boris Rehlinger                             | Balmer                  | 2 episódios  |

## Repercussão
Esteou em 12 de outubro de 2009. A primeira temporada registrou recorde de público para uma produção original do canal, e superou muitas produções americanas transmitidos pela rede. A segunda temporada começou no Canal+, em 21 de novembro de 2011. A terceira foi anunciada pelo ator Jean-Hugues Anglade em 2011.